# مركز مؤتمرات نيو أورليانز موريال
مركز مؤتمرات نيو أورليانز موريال (بالإنجليزية: New Orleans Morial Convention Center)‏ يقع في وسط مدينة نيو أورليانز، لويزيانا، الولايات المتحدة. يقع الطرف السفلي من المبنى الأول على ارتفاع 1640 قدمًا (500 متر) من شارع كانال على ضفاف نهر المسيسيبي. تم تسميته على اسم عمدة نيو أورليانز السابق إرنست ناثان موريال.